# Érica Rivas
Érica Rivas (Ramos Mejía, La Matanza, provincia de Buenos Aires; 1 de diciembre de 1974) es una actriz argentina de cine, teatro y televisión. Es conocida por interpretar el papel de María Elena Fuseneco en la serie de televisión argentina Casados con hijos y por su participación en la película Relatos salvajes, nominada a los Premios Óscar en la categoría mejor película de habla no inglesa.

## Trayectoria
Érica nació el 1 de diciembre de 1974 en Ramos Mejía, La Matanza, en el Gran Buenos Aires. Nacida en un hogar de clase media es una de cuatro hermanos; su padre es actuario y su madre es profesora de literatura. Tras concluir la escuela secundaria, en el Colegio Emaús, inició la carrera de Psicología en la UBA. Sin embargo dejó la carrera en el cuarto año para dedicarse exclusivamente a la actuación. Así, pese a la inicial oposición de sus padres, se dedicó a estudiar literatura y teatro con nivel universitario.
Su filmografía incluye películas como Garage Olimpo (1999), El dedo en la llaga (1996), Una novia errante (2006) y Chile 672 (2006).
Es reconocida por sus papeles en teatro y especialmente en televisión, donde ha participado en series como De poeta y de loco (1996), Archivo negro (1997), Gasoleros (1998), Campeones de la vida (1999), Calientes (2000), Por ese palpitar (2000), El sodero de mi vida (2001) y Sol negro (2003), entre otros.
A pesar de poseer una trayectoria como actriz en su haber, Erica logró mayor conocimiento con la serie Casados con hijos, donde encarnaba a María Elena Fuseneco.
En 2008 la actriz fue elegida para protagonizar Los exitosos Pells, de Underground Contenidos, en la cual grabó el episodio piloto que se llevaría a los canales, con Telefe como prioridad. Pero debido a que el estreno de la misma se retrasó, tuvo que dejar la serie porque tenía contrato para grabar una película.
La actriz dijo en 2012 respecto a las repeticiones de Casados con hijos que «Si bien mi rostro se sigue viendo todos los días en la televisión con la repetición de Casados con hijos en mi personaje de María Elena, mi misión como actriz no es aparecer todo el tiempo y cansar a la gente con mis cosas, sino seguir recibiendo el cariño de la gente por ese personaje». Aunque no descartó la posibilidad de nuevos proyectos en nuevas ficciones para más adelante.
Ese mismo año fue convocada nuevamente por Underground Contenidos para protagonizar la exitosa comedia Graduados, sin embargo, la actriz rechazó la propuesta.
Al año siguiente, volvió a ser convocada por la productora para protagonizar Los vecinos en guerra, proyecto que aceptó. Posteriormente y previo al inicio de las grabaciones, la historia sufrió modificaciones por lo que Érica decidió alejarse del programa. Meses después, fue convocada por Damián Szifron para protagonizar el relato "Hasta que la Muerte nos Separe" de su película Relatos salvajes. Por su participación en dicha película recibió el Premio Cóndor de Plata a Mejor Actriz de Reparto y el Premio Sur y el Premio Platino a Mejor Actriz. La película se estrenó en agosto en los cines argentinos y se consagró como la más exitosa del cine nacional de la última década, resultando nominada al Premio Óscar a Mejor Película de Habla No Inglesa en 2015.
En 2014, formó parte del elenco de la película Aire libre, por el cual recibió el Premio Sur a Mejor Actriz de Reparto.

## Vida personal
Entre 1999 y 2010 estuvo en pareja con el actor Rodrigo de la Serna, a quien conoció en el set de la telenovela Campeones de la vida en 1999. Juntos son padres de Miranda de la Serna, nacida en 2001, quien también es actriz.

## Cine
| Año  | Título                     | Personaje                   | Director                        | Notas                                   |
| ---- | -------------------------- | --------------------------- | ------------------------------- | --------------------------------------- |
| 1995 | Clorofila negra            |                             | Lucrecia Piatelli               | Cortometraje                            |
| 1996 | El dedo en la llaga        | Valeria                     | Alberto Lecchi                  |                                         |
| 1996 | Besos en la frente         | Laura                       | Carlos Galettini                |                                         |
| 1998 | Eva en cadenas             | Ana Gutiérrez               | Gustavo Ducasse                 | Cortometraje                            |
| 1999 | Garage Olimpo              | Hija de Tigre               | Marco Bechis                    |                                         |
| 2000 | Gallito ciego              | Fernanda                    | Santiago Carlos Oves            |                                         |
| 2001 | Cabeza de tigre            | Mujer de Juan José Castelli | Claudio Etcheberry              |                                         |
| 2003 | Mujeres en rojo: Despedida | Laura                       | Ana Katz                        | Cortometraje                            |
| 2005 | La mitad negada            |                             | Augusto Fernandes               |                                         |
| 2006 | Chile 672                  | Silvia Locatti              | Pablo Bardauil y Franco Verdoia |                                         |
| 2007 | Una novia errante          | Andrea                      | Ana Katz                        |                                         |
| 2008 | Die Tränen meiner Mutter   | Lizzie                      | Alejandro Cárdenas              |                                         |
| 2009 | Toda la gente sola         | Alicia                      | Santiago Giralt                 |                                         |
| 2009 | Tetro                      | Ana                         | Francis Ford Coppola            |                                         |
| 2009 | El corredor nocturno       | Clara                       | Gerardo Herrero                 |                                         |
| 2010 | Por tu culpa               | Julieta                     | Anahí Berneri                   |                                         |
| 2010 | Boca de fresa              | Natalia                     | Jorge Zima                      |                                         |
| 2010 | Antes del estreno          | Juana                       | Santiago Giralt                 |                                         |
| 2012 | Las mujeres llegan tarde   | Fernanda                    | Marcela Balza                   |                                         |
| 2013 | La Donna                   | La Donna                    | Nicolás Dolensky                | Cortometraje                            |
| 2014 | El cerrajero               | Mónica                      | Natalia Smirnoff                |                                         |
| 2014 | Relatos salvajes           | Romina                      | Damián Szifron                  | Relato «Hasta que la muerte nos separe» |
| 2014 | Aire libre                 | Julieta                     | Anahí Berneri                   |                                         |
| 2015 | Pistas para volver a casa  | Dina                        | Jazmin Stuart                   |                                         |
| 2015 | La intrusa                 | Verónica                    | Guadalupe Gaona                 | Cortometraje                            |
| 2016 | La luz incidente           | Luisa                       | Ariel Rotter                    |                                         |
| 2017 | La cordillera              | Luisa Cordero               | Santiago Mitre                  |                                         |
| 2019 | Bruja                      | Selena                      | Marcelo Páez Cubells            |                                         |
| 2019 | Los sonámbulos             | Luisa                       | Paula Hernández                 |                                         |
| 2019 | Las hijas del fuego        | Flora Muzzer                | Albertina Carri                 |                                         |
| 2021 | El prófugo                 | Inés                        | Natalia Meta                    |                                         |
| 2021 | Reloj, soledad             | Tutora                      | César Gonzalez                  |                                         |
| 2023 | Nada de todo esto          | Madre                       | Francisco Canto                 | Cortometraje                            |
| 2023 | Elena sabe                 | Rita Alonso                 | Anahí Berneri                   | Película para Netflix                   |
| 2025 | Muñeca                     | Clara                       | María Alché                     |                                         |

## Televisión
| Año         | Título                      | Canal      | Personaje            | Notas                                         |
| ----------- | --------------------------- | ---------- | -------------------- | --------------------------------------------- |
| 1994        | Los Machos                  | El Trece   | Nasya                |                                               |
| 1995 - 1996 | Nueve lunas                 | El Trece   | Pilar                |                                               |
| 1996        | De poeta y de loco          | El Trece   | Fortunata            |                                               |
| 1997        | De corazón                  | El Trece   | Reina                |                                               |
| 1998        | Archivo Negro               | El Trece   | Heleia               |                                               |
| 1998        | Gasoleros                   | El Trece   | Paula                |                                               |
| 1998        | Desesperadas por el aire    | El Trece   | Rita                 |                                               |
| 1999        | Campeones de la vida        | El Trece   | Erika Gónzalez       |                                               |
| 2000        | Calientes                   | El Trece   | Lucía                |                                               |
| 2000        | Por ese palpitar            | América TV | Lennie               |                                               |
| 2001        | El sodero de mi vida        | El Trece   | Laura                |                                               |
| 2002        | Los simuladores             | Telefe     | Clara Molina         | Ep: "Los impresentables"                      |
| 2002        | Mil millones                | El Trece   | Paula                |                                               |
| 2003        | Sol negro                   | América TV | Periodista           |                                               |
| 2003        | Los simuladores             | Telefe     | Clara Molina         | Ep: "Los cuatro notables"                     |
| 2004        | El deseo                    | Telefe     | Faustina             |                                               |
| 2005 - 2006 | Casados con hijos           | Telefe     | María Elena Fuseneco | Ganadora Martín Fierro Ganadora Premio Clarín |
| 2007        | Reparaciones                | El trece   | Mariela              | Especial de Fundación Huésped                 |
| 2011        | Televisión por la identidad | Canal 9    | Lucía                | Ep: "Nietos de la esperanza"                  |
| 2012        | 23 pares                    | Canal 9    | Carmen Iturrioz      |                                               |
| 2015        | La casa                     | TV Pública | Nora Junio           | Ep. 1: "Criatura"                             |
| 2015        | La casa                     | TV Pública | Sofía Mol            | Ep. 13: "Virus"                               |
| 2019        | Otros pecados               | El Trece   | Laura                | Ep. 4: "Lo mejor del amor"                    |

## Teatro
| Año            | Título                                |
| -------------- | ------------------------------------- |
| 1992           | Acuerdo para cambiar de casa          |
| 1993           | La improvisación del alma             |
| 1994           | Cosa de locos                         |
| 1994           | El tío loco                           |
| 1995           | Gris de ausencia                      |
| 1996           | El relámpago                          |
| 1997           | Bienvenida a casa                     |
| 1998           | Misterios de la corte                 |
| 2001-2002      | Estoy maldita                         |
| 2003           | Seis al cinco                         |
| 2005           | Divagaciones                          |
| 2007           | Si no fuera por esto                  |
| 2011           | Un tranvía llamado deseo              |
| 2014           | Ojo x ojo                             |
| 2014-2016      | Escenas de la vida conyugal           |
| 2018-2023-2025 | Matate, amor                          |
| 2023           | ¿Qué pasa hoy acá?                    |
| 2026-2028      | Todos fuimos un susurro de medianoche |
| 2026-2029      | Mediterráneos en la Frontera          |

## Premios

### Premios Cóndor de Plata
| Año  | Categoría               | Trabajo Nominado          | Resultado |
| ---- | ----------------------- | ------------------------- | --------- |
| 2011 | Mejor actriz            | Por tu culpa              | Nominada  |
| 2012 | Mejor actriz            | Antes del estreno         | Nominada  |
| 2015 | Mejor actriz de reparto | Relatos salvajes          | Ganadora  |
| 2016 | Mejor actriz            | Pistas para volver a casa | Nominada  |
| 2017 | Mejor actriz            | La luz incidente          | Ganadora  |
| 2018 | Mejor actriz de reparto | La cordillera             | Ganadora  |

### Premios Sur
| Año  | Categoría               | Trabajo Nominado | Resultado |
| ---- | ----------------------- | ---------------- | --------- |
| 2010 | Mejor actriz            | Por tu culpa     | Ganadora  |
| 2014 | Mejor actriz            | Relatos salvajes | Ganadora  |
| 2014 | Mejor actriz de reparto | Aire libre       | Ganadora  |
| 2017 | Mejor actriz            | La luz incidente | Nominada  |

### Premios Estrella de Mar
| Año  | Categoría                                           | Trabajo Nominado            | Resultado |
| ---- | --------------------------------------------------- | --------------------------- | --------- |
| 2015 | Actuación protagónica femenina en comedia dramática | Escenas de la vida conyugal | Ganadora  |

### Premios Martín Fierro
| Año  | Categoría                            | Trabajo Nominado  | Resultado |
| ---- | ------------------------------------ | ----------------- | --------- |
| 2006 | Mejor actriz protagonista de comedia | Casados con hijos | Nominada  |
| 2007 | Mejor actriz de reparto en comedia   | Casados con hijos | Ganadora  |

### Premios Clarín
| Año  | Categoría               | Trabajo Nominado  | Resultado |
| ---- | ----------------------- | ----------------- | --------- |
| 2006 | Mejor actriz de comedia | Casados con hijos | Ganadora  |
| 2007 | Mejor actriz de comedia | Casados con hijos | Nominada  |

### Premios Konex
| Año  | Categoría                          | Trabajo Nominado                 | Resultado |
| ---- | ---------------------------------- | -------------------------------- | --------- |
| 2011 | Diploma al Mérito - Actriz de Cine | Por su labor en la última década | Ganadora  |
| 2021 | Diploma al Mérito - Actriz de Cine | Por su labor en la última década | Ganadora  |

### Premios Platino
| Año  | Categoría                     | Trabajo Nominado | Resultado |
| ---- | ----------------------------- | ---------------- | --------- |
| 2015 | Mejor Interpretación Femenina | Relatos salvajes | Ganadora  |

### Otros premios
- Premio Centinela a la Mejor actriz Opera prima por Chile 672 (2006)[7]
- Premio del Festival Internacional de Cine de Torino a la Mejor actriz por Por tu culpa (2010)[8]
- Premio del Festival Internacional de Cine de Povero a la Mejor actriz por La Donna (2014)[9]
- Premio del Festival Iberoamericano de Cortometrajes de ABC a la mejor actriz por La Donna (2014)[10]
- Premio del Festival de Biarritz a la Mejor actriz por Relatos salvajes (2014)[11]